# تريشور آيسلند
تريشور ماستر (بالإنجليزية: Treasure Master)‏، هي لعبة فيديو إلكترونية من نوع أكشن ومنصات، وهي من تطوير ستوديو سوفتوير كريشنز البريطانية، صدرت في الأسواق الأمريكية سنة 1991م، وتعمل على منصة الحصرية لنظام نينتندو إنترتينمنت سيستم، وهذه اللعبة من النادر أن يتم تسليم جائزة لمن ختم اللعبة كما في لعبة تريشور آيسلند.